# Беретинец
Беретинец је насељено место и седиште општине у Вараждинској жупанији, Хрватска. До територијалне реорганизације у Хрватској налазио се у саставу бивше велике општине Вараждин.

## Становништво
На попису становништва 2011. године, општина Беретинец је имала 2.176 становника, од чега у самом Беретинцу 1.040.

## Попис1991.
На попису становништва 1991. године, насељено место Беретинец је имало 1.053 становника, следећег националног састава:
| Попис 1991.‍   | Попис 1991.‍ | Попис 1991.‍ | Попис 1991.‍ | Попис 1991.‍ |
| ------------- | ----------- | ----------- | ----------- | ----------- |
|               |             |             |             |             |
| Хрвати        | Хрвати      |             | 1.049       | 99,62%      |
| Срби          | Срби        |             | 2           | 0,18%       |
| Муслимани     | Муслимани   |             | 1           | 0,09%       |
| Словенци      | Словенци    |             | 1           | 0,09%       |
| укупно: 1.053 |             |             |             |             |